# Åsa Nyberg
Åsa Rebecca Nyberg, tidigare Törnqvist, född 5 februari 1971 i Kungälvs församling, Göteborgs och Bohus län, är en svensk domkyrkoorganist.

## Biografi
Åsa Nyberg föddes 1971 i Kungälv. Hon blev 1997 organist i Norrtälje församling och blev 2008 organist i Skara domkyrkoförsamling. Nyberg blev 2024 domkyrkoorganist i Skara domkyrkoförsamling.

## Utmärkerlser
- 2023 – Årets Kulturros.[4]